# 関口知宏のOnly1
関口知宏のOnly1（せきぐちともひろのオンリーワン）は、2010年4月3日に放送を開始したNHK衛星第1テレビジョンのドキュメンタリー番組である。2010年1月に番組たまごとして放送され、4月からレギュラー化された。

## 概要
日本列島、ヨーロッパ、中国を鉄道で旅し、世界で活躍する日本人を訪れる番組「関口知宏のファーストジャパニーズ」を経験した関口知宏が、国内でオンリー・ワンな若者と出会う事をコンセプトとした番組である。オンリー・ワンとは自分なりのやり方で、自分なりの道を切りひらく人を指す。
番組は、2回で1人のオンリー・ワンを取り上げる。各都市での公開録画を基本とし、関口と豊田エリーがオンリー・ワンと、活動や事例を紹介するVTRを見ながらトークを繰り広げる。なお、関口自身が事前取材に帯同している様子は、パイロット版（2010年1月11日放送）以外では見られない。

## 放送時間
BS1
- 毎週土曜 22:00 - 22:20
- 毎週日曜 17:00 - 17:20
- 毎週土曜 9:20 - 9:40

過去
- 毎週土曜 23:00 - 23:20（2010年4月3日 - 2010年10月30日）
- 毎週日曜 17:30 - 17:50（2010年4月4日 - 2010年10月31日）

## 出演者
司会
- 関口知宏

アシスタント
- 豊田エリー（パイロット版およびepisode 1 - 7、産休のため降板）
- 野崎萌香（2010年9月4日放送分episode 8より）

## ゲスト（オンリー・ワン)
パイロット版（番組たまご）
- 豊田雅子（広島県・尾道市 空き家再生プロジェクト・2010年1月11日 22:10 - 22:55）

2010年
- 市来広一郎（静岡県・熱海市 熱海温泉玉手箱・4月3日、10日、5月4日[1]）
- 秋元祥治（岐阜県・岐阜市 平成版弟子入りプロジェクト・4月17日、24日、5月5日[1]、6月26日[2]、7月3日[2]）
- 松尾尚司（東京都・日本橋 集まれ、クリエーター!お江戸日本橋に!!・5月8日、15日[3]、8月16日[4]）
- 吉田玲奈（京都府・京都市 銭湯をなんとかせんと～!・5月29日、6月5日、8月17日[5]、8月21日、28日）
- 植田淳子（大分県・安心院町 心のふるさとを守りたい!・6月12日、19日、7月24日[2]、31日[2]、8月18日[5]）
- 八木健一郎（岩手県・大船渡市(三陸町起喜来) 漁業の未来をつくるIT魚屋さん・7月10日、17日、8月19日[5]）
- 藤田志穂（秋田県・大潟村 ノギャルパワーで農業に新風を!・8月7日、14日、8月20日[5]）
- 島津智之（熊本県・合志市 子供たちの笑顔を取り戻せ!・9月4日、11日、10月30日、11月6日、12月24日[6]）
- 麓憲悟（鹿児島県・奄美大島（奄美市）ラジオよ 奄美の心を燃やせ!・9月18日、25日、12月25日[6]）
- 岡部友彦（神奈川県・横浜市 寿町に新たな息吹を!・10月2日・9日、12月26日[6]）
- 飯泉太子宗（茨城県・桜川市 仏像修復で地域の絆を取り戻せ!・10月16日・23日、12月27日[6]）
- 後藤匡彬（島根県・雲南市 学生パワー全開!農村と都市をつなげ・11月27日・12月4日、12月28日[6]）
- 横山直幸（山形県・長井市 ロボットを新たな地場産業に!・12月11日・18日）

2011年
- 藤薮庸一（和歌山県・白浜町 命のSOS!自殺志願者を救え・1月8日・15日）
- 宇野壮春（宮城県・仙台市 人とサルの共生をめざす・1月29日・2月5日）

## 番組テーマ曲
ラクライ「Magic Hand」

## スタッフ
- 制作：NHKグローバルメディアサービス
- 制作協力：ドキュメンタリージャパン（episode4・7・11はえふぶんの壱）
- 制作・著作：NHK